# Ertha Pascal-Trouillot
Ertha Pascal-Trouillot (Pétion-Ville, 13 agosto 1943) è una giudice haitiana, prima donna ad esser stata Presidente di Haiti ad interim tra il 1990 e il 1991.

## Biografia
Nacque a Pétion-Ville, nel dipartimento dell'Ovest, nei pressi della capitale Port-au-Prince, da Thimocles Pascal, un operaio di un'industria siderurgica che morì quando lei era ancora giovane, e Louise Pascal, nata Dumornay, che lavorava come sarta e ricamatrice. Era la nona tra i dieci figli della coppia.
All'età di 10 anni lei e uno dei suoi fratelli furono mandati a studiare presso il liceo François Duvalier, dove incontrò il suo futuro marito, allora ventunenne, Ernst Trouillot. Proprio Trouillot la convinse a studiare legge all'università e perciò, nel 1971, conseguì la laurea in giurisprudenza presso l'École de droit di Les Gonaïves.
Nel corso degli anni '70 e '80 servì come giudice in diverse corti federali e nel 1975 fu nominata dal Ministro della giustizia François Latortue giudice della Corte suprema, assumendo poi nel 1988 la carica di Presidente della Corte, prima donna nella storia del paese a ricoprire tale incarico.
Dopo che in seguito a violente proteste il Presidente Prosper Avril lasciò il paese, il potere fu temporaneamente mantenuto dal tenente Hérard Abraham, che dopo appena tre giorni rassegnò le proprie dimissioni. Pascal-Trouillot, in qualità di Presidente della Corte suprema, fu quindi nominata Presidente della nazione ad interim e le fu affiancato un Consiglio di Stato composto da 19 membri e con diritto di veto sulle sue decisioni, al fine di guidare Haiti verso le elezioni presidenziali, che si tennero tra il 1990 e il 1991.
Nella notte tra il 6 e il 7 gennaio 1991, circa un mese prima che avvenisse il giuramento del presidente eletto Jean-Bertrand Aristide, il capo dei Tonton Macoute Roger Lafontant guidò un fallimentare colpo di Stato. Dopo il suo insediamento Aristide ordinò l'arresto di Pascal-Trouillot, accusandola di complicità nell'organizzazione del colpo di Stato, tuttavia fu rilasciata poco tempo dopo grazie all'intercessione della popolazione e di alcuni rappresentanti diplomatici. In particolare gli Stati Uniti d'America richiesero un alleggerimento al divieto di viaggio al di fuori del paese, che le permise di lasciare Haiti salvo poi farci ritorno circa un anno dopo.
Dopo queste vicende Pascal-Trouillot, insieme al marito Ernst, ha curato la stesura di un'enciclopedia biografica articolata in sette volumi su celebri haitiani intitolata: Encyclopédie biographique d'Haïti.

## Opere
- (FR) Ertha Pascal-Trouillot e Max A. Antoine, Statut juridique de l'Haïtienne dans la législation sociale, Port-au-Prince, Des Antilles, 1973, OCLC 495544931.
- (FR) Ertha Pascal-Trouillot, Rétrospectives... horizons, Port-au-Prince, Des Antilles, 1980.
- (FR) Ertha Pascal-Trouillot, Au grand boulevard de la liberté: souvenir d'un périple privilégié aux Etats-Unis, Port-au-Prince, H. Deschamps, 1981, OCLC 499228252.
- (FR) Ertha Pascal-Trouillot, Analyse de la legislation révisant le statut de la femme mariée: le décret du 8 octobre 1982 et le Code civil: avec un index alphabétique et lexical et la reproduction du décret du 8 octobre 1982, Port-au-Prince, H. Deschamps, 1983, OCLC 13759685.
- (FR) Ertha Pascal-Trouillot e Ernst Trouillot, Code des lois usuelles, Editions SEMIS, 1989.
- Ertha Pascal-Trouillot e Ernst Trouillot, Encyclopédie biographique d'Haïti: A-G, Montréal, Editions SEMIS, 2001, ISBN 2-894-56201-2, OCLC 1031396926.
- Ertha Pascal-Trouillot e Ernst Trouillot, Encyclopédie biographique d'Haïti: H-I-J-K-L, Gatineau, Aupel, 2009, OCLC 1049711153.